# Bogdan Petrowitsch Jakimow
Bogdan Petrowitsch Jakimow (russisch Богдан Петрович Якимов; englische Transkription: Bogdan Petrovich Yakimov; * 4. Oktober 1994 in Nischnekamsk) ist ein ehemaliger russischer Eishockeyspieler, der im Verlauf seiner aktiven Karriere zwischen 2011 und 2022 unter anderem 308 Spiele für Neftechimik Nischnekamsk, Sewerstal Tscherepowez, den SKA Sankt Petersburg, HK Sotschi und HK Dynamo Moskau in der Kontinentalen Hockey-Liga (KHL) auf der Position des Centers bestritten hat. Darüber hinaus absolvierte Jakimow eine Partie für die Edmonton Oilers in der National Hockey League (NHL).

## Karriere
Bogdan Jakimow begann seine Karriere als Eishockeyspieler in seiner Geburtsstadt in der Nachwuchsmannschaft von Reaktor Nischnekamsk in der Molodjoschnaja Chokkeinaja Liga (MHL). Die Saison 2012/13 verbrachte der Stürmer in der zweitklassigen Wysschaja Hockey-Liga, wo er für Disel Pensa und Ischstal Ischewsk auflief. Im Anschluss an die Spielzeit wurde Jakimow im NHL Entry Draft 2013 in der dritten Runde als insgesamt 83. Spieler von den Edmonton Oilers aus der National Hockey League (NHL) ausgewählt. Der Center debütierte während der Saison 2013/14 in der Kontinentalen Hockey-Liga (KHL) für seinen Stammverein Neftechimik Nischnekamsk.

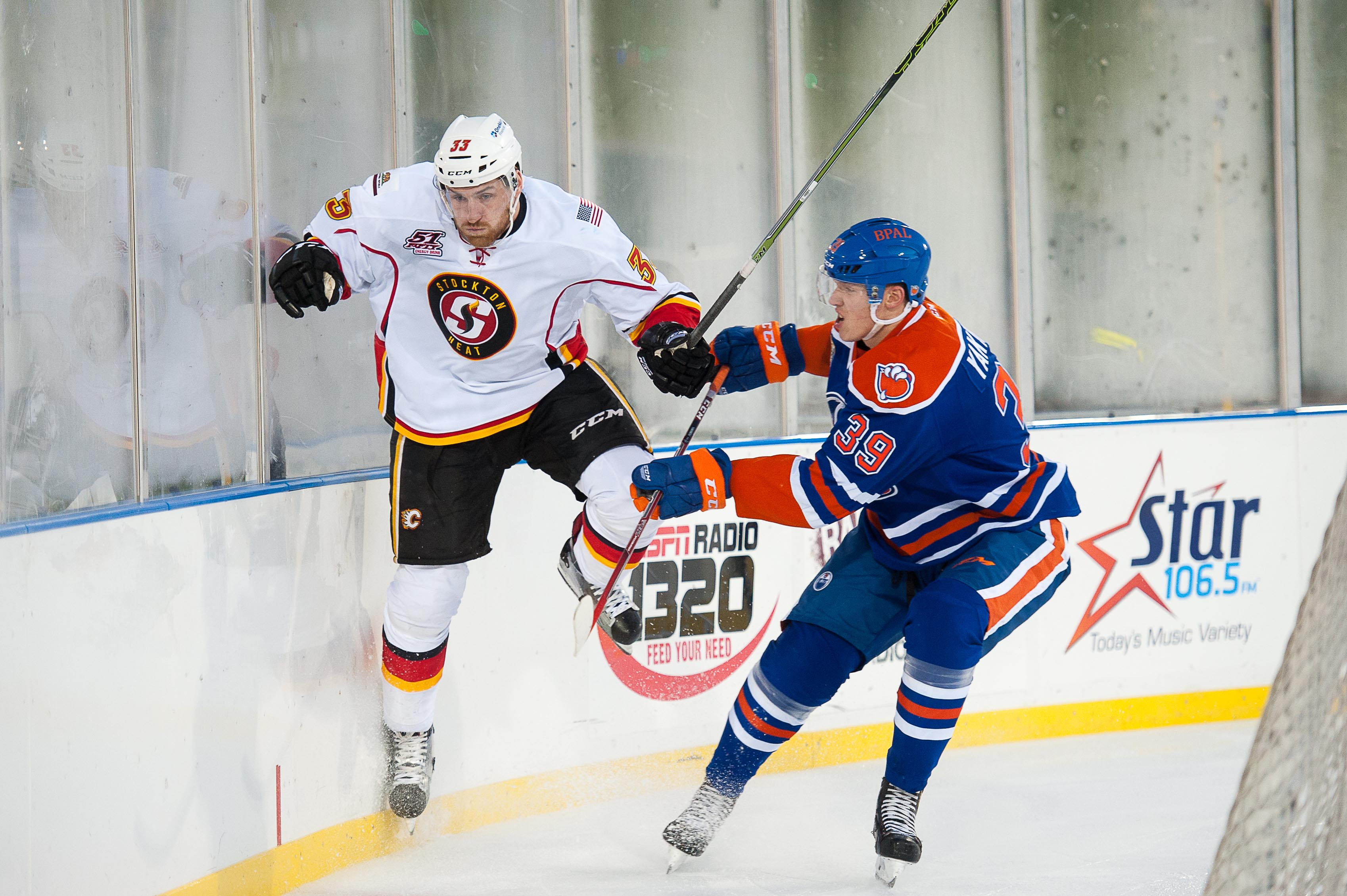
Jakimow (rechts) im Trikot der Bakersfield Condors (2015)

Im Sommer 2014 wechselte der Russe nach Nordamerika, wo er einen Einstiegsvertrag bei den Edmonton Oilers unterzeichnete. Während er im Verlauf des Spieljahres eine Partie für die Oilers in der NHL bestritt, kam er hauptsächlich bei Edmontons Farmteam, den Oklahoma City Barons, in der American Hockey League (AHL) zu Einsätzen. Nach dem Wechsel des AHL-Kooperationspartners zur Saison 2015/16 lief Jakimow zunächst für die Bakersfield Condors auf, bevor er Ende Dezember 2015 bis zum Saisonende an Neftechimik Nischnekamsk ausgeliehen wurde. Zur Spielzeit 2016/17 wurde das Leihgeschäft in seine Heimat verlängert, ehe sich Neftechimik im Sommer 2017 die Dienste des Angreifers vollends sicherte, nachdem der Vertrag mit den Oilers ausgelaufen war.
Nach schließlich dreieinhalb Spielzeiten in Nischnekamsk wechselte Jakimow im November 2018 zunächst zum HK Awangard Omsk, absolvierte für diesen fünf KHL-Partien und wurde anschließend nur einen Monat später an den Ligakonkurrenten Sewerstal Tscherepowez abgegeben. Dort erhielt er im Sommer 2019 einen neuen Zweijahresvertrag. Anfang Mai 2020 wurde der Stürmer zum Spitzenklub SKA Sankt Petersburg transferiert und wiederum im Dezember 2020 an den HK Sotschi abgegeben. Im restlichen Verlauf der Saison 2020/21 bestritt Jakimow aber kein Spiel mehr für Sotschi. Erst im folgenden Spieljahr bestritt er bis zu seinem Transfer zum HK Dynamo Moskau zehn Partien für den Klub. Nach der Spielzeit 2021/22 und 24 Einsätzen für Dynamo fand der Offensivspieler keinen neuen Arbeitgeber. Im Juni 2023 beendete der 28-Jährige seine aktive Karriere.

### International
Für Russland nahm Jakimow im Juniorenbereich am Ivan Hlinka Memorial Tournament 2011, den U18-Junioren-Weltmeisterschaften der Jahre 2011 und 2012 sowie der U20-Junioren-Weltmeisterschaft 2014 teil. Dabei gewann er dreimal die Bronzemedaille. Eingerahmt wurde die Teilnahme an diesen Wettbewerben vom Europäischen Olympischen Winter-Jugendfestival 2011 und der Winter-Universiade 2019, bei der er mit den Mannschaften jeweils die Goldmedaille errang.

## Erfolge und Auszeichnungen
| - 2011 Goldmedaille beim Europäischen Olympischen Winter-Jugendfestival - 2011 Bronzemedaille bei der U18-Junioren-Weltmeisterschaft - 2011 Bronzemedaille bei der Ivan Hlinka Memorial Tournament | - 2014 Bronzemedaille bei der U20-Junioren-Weltmeisterschaft - 2019 Goldmedaille bei der Winter-Universiade |

## Karrierestatistik

### International
Vertrat Russland bei:
| - Europäisches Olympisches Winter-Jugendfestival 2011 - U18-Junioren-Weltmeisterschaft 2011 - Ivan Hlinka Memorial Tournament 2011 | - U18-Junioren-Weltmeisterschaft 2012 - U20-Junioren-Weltmeisterschaft 2014 - Winter-Universiade 2019 |

(Legende zur Spielerstatistik: Sp oder GP = absolvierte Spiele; T oder G = erzielte Tore; V oder A = erzielte Assists; Pkt oder Pts = erzielte Scorerpunkte; SM oder PIM = erhaltene Strafminuten; +/− = Plus/Minus-Bilanz; PP = erzielte Überzahltore; SH = erzielte Unterzahltore; GW = erzielte Siegtore; 1 Play-downs/Relegation; Kursiv: Statistik nicht vollständig)